# Maïmouna (violoniste)
Pour l’article homonyme, voir Maimuna.
Maïmouna Amadou Mourachko (en russe : Маймуна Амаду Мурашко), née Diko (Дико), et plus connue sous son seul prénom de Maïmouna (en anglais : Maimuna), née le 28 mai 1980 à Léningrad en URSS, est une violoniste biélorusse d'origine russe.
Le 26 décembre 2014, elle est choisie en duo avec Uzari pour représenter la Biélorussie au Concours Eurovision de la chanson 2015 à Vienne, en Autriche avec la chanson Time (Temps).